# Baron Bedlam
El Barón Bedlam (No confundir con el artista de circo ficticio de DC Comics el Barón Bedlam y con el supervillano extraterrestre Doctor Bedlam), es un personaje ficticio, un supervillano creado para la editorial DC Comics, apareció por primera vez en las páginas de Batman and the Outsiders Vol. 1 #1 (agosto de 1983) y fue creado por el escritor Mike W. Barr y el artista Jim Aparo.

## Biografía ficticia del personaje
EL Barón Frederick DeLamb, más conocido como Barón Bedlam, nació en un pequeño país europeo llamado Markovia, "Bedlam" es el anagrama de su apellido, hijo del Barón Gunther y la baronesa Astrid DeLamb, proceden de una familia de la nobleza markoviana que estaba al servicio del régimen del rey Viktor Markov. Durante la Segunda Guerra Mundial sin embargo, los Nazis ocuparon Markovia y exiliaron a su monarca, el Rey Viktor. Como Ghunter era partidario de los nazis, se convirtió rápidamente en el gobernante títere de Markovia. Fue durante este tiempo que el joven Bedlam trató con una joven mujer a la que pretendía debido a que Bedlam tenía un interés romántico sobre aquella mujer, sin embargo, esta le odiaba, así que trató de atacarle debido a su angustia y miedo debido a que era un hombre posesivo y le rompió la cara con una botella, luego que Bedlam tratase de poseerla. De ahí en adelante, Bedlam se caracterizaría por tener la cara con una cicatriz prominente por el incidente, y mandó a que la mujer fuese ejecutada por intento de asesinato contra Bedlam. De ahí la vida hedonista de Bedlam, aprovechandose de todo lo que podía tomar del pueblo Markoviano.
Durante el final de la guerra el líder Nazi Adolf Hitler visitó en secreto el palacio de Markovia, para poder esconder un valioso proyecto militar ultrasecreto. Frederick fue testigo del suceso, estando escondido entre las sombras sin que lo detectaran. Se obsesionó con la visita de su líder venerado y finalmente concluyó que Hitler había escondido una muestra de sus propias células en algún lugar del castillo. Más tarde, las fuerzas aliadas comandadas por los Estados Unidos liberaron Markovia, y se encargaron de ayudar a la familia real de Markovia a volver para que reclamasen el trono. A pesar de esto, Frederick logró huir del país, su padre no corrió con la misma suerte, por lo que fue ejecutado en la horca.
Estando exiliado, Frederick se convirtió en un banquero y construyó su propia fortuna creando una compañía, llamada DeLamb Chemicals, que también le permitió seguir el camino hacia la celda de Hitler en Markovia.
Mucho tiempo después, Frederick DeLamb, tomó el nombre de Baron Bedlam, recuperando el título nobiliario de su familia, así con esto se ganaría el apoyo del ejército soviético y del misterioso manipulador político Bad Samaritan. Bedlam asesinaría al Rey Viktor y tomaría el trono. Las fuerzas soviéticas y markovian lucharían a favor de Bedlam, llevando la muerte en ambos bandos. De ahí que DeLamb se convirtiese en insurrecto, su afán por restaurar el régimen DeLamb. Para poderlo lograr, y evitar la intervención norteamericana, como sucedió con los conflictos de Afganistán, Checoslovaquia y Polonia, para que pudiese convertir en un gobernante reconocido antes de que las Naciones Unidas tuviesen la oportunidad de actuar. De Lamb fue cuando toma la decisión de recuperar legalmente su título como Barón al llamarse Barón Bedlam, contratando a un ejército de mercenarios que incluía al General Karnz, entre uno de los oficiales.

### Primer intento de golpe de Estado
El ataque de Bedlam a Markovia fue visto como una revolución propagada por un enemigo desconocido, y las tropas de Bedlam tuvieron éxito en matar al rey Viktor, quién fue reemplazado en el trono por su primogénito Gregor Markov. El joven Príncipe Brion Markov, con la ayuda de la científica markoviana la Doctora Helga Jace, ganaría sus superpoderes con el propósito para detener la invasión. Entonces el príncipe adoptaría el nombre clave de Geo-Force. El procedimiento experimental sería exitoso, pero Bedlam esperaba que sucediese dicho movimiento se ejecutara, y enviaría a secuestrar a Jace para que ella le otorgara los mismos poderes a Bedlam. El superhéroe conocido como Metamorpho (Rex Mason), que acababa de llegar al lugar buscando a la Doctora Mace para sus propios fines; pero los mercenarios de Bedlam derrotarían a Metamorfo y le dispararon al Príncipe Brion, enterrándole en una timba sin nombre para no darles un mártir a los markovianos. No estando al tanto de los poderes de Geo-Force, que prácticamente le permitía volver a la vida al Príncipe Brion, revivió amnésico y le llevó recuperar los recuerdos.
El Departamento de Estado de los Estados Unidos temía que la situación en Markovia pusiese complicarse si las tropas estadounidenses o los superhéroes interviniesen, por lo que prohibieron a la Liga de la Justicia intervenir, e incluso le prohibieron la visita a Markovia. Sin embargo, Batman, que a raíz de esta situación, estaba preocupado por la cantidad de visitantes extranjeros capturados, incluido su amigo Lucius Fox, e insistiendo de ir a Markovia, junto con su compañero superhéroe Black Lightning (quien, lleno de culpa, creía haber perdido sus superpoderes), a pesar de esto, Batman tendría que renunciar a la membresía de la Liga de la Justicia para llevar a cabo este operación. Así, surgió un equipo bajo el liderazgo de Batman, que pronto se llamarían Los Outsiders, y se infiltrarían en el país.
Estando en Markovia, el general Karnz sería asesinado por la superheroína japonesa Tatsu Yamashiro, más conocida como Katana, que tenía una deuda que resolver con él; Black Lightning sería arrestado por el proceso. Batman conocería más adelante a una joven superheroína con amnesía, llamada Halo, con quipen se asociarían. Sin embargo, Batman también sería capturado poco tiempo después. Bedlam visitaría a los prisioneros VIP, en sus celdas, y Batman trataría de distraerlo para darle a Lightning la oportunidad de atacarlo con sus poderes. Katana y Halo se encontrarían y se asociarian para liberar a Lightning y a Batman. Cuando atacaron la prisión, activaro una alarma. Bedlam ordenó ejecutar a todos los prisioneros, pero Jace, que se había ido hacia los laboratorios de Bedlam para que Bedlam pudiese ser autorizado, y en ese mismo momento atacarían al castillo de Markoburg. Afortunadamente, Lightning recuperaría sus poderes y lanzaría a metamorfo; mientras tanto, Katana y Halo encontraron y slavaron a LUcius Fox, capturando a varias tropas. Jace sometió a Bedlam al proceso de los poderes que le otorgaron al Príncipe Brion sus poderes, sin embargo ella no le dijo que sus poderes serían temporales. Envalentonado, Bedlam condujo sus tropas a la batalla, y los markovianos defensores hubiesen perdido de si ser que Batman y sus nuevos aliados (Outsiders) no hubiesen aparecido. Bedlam posteriormente usaría sus nuevos poderes recién manifestados para causar un terremoto y voló para luchar contra el rey Gregor en un tanque. En ese momento, el príncipe Brion vio la batalla y recuperó sus recuerdos. Brion ahora como Geo-Fuerza, persiguió a Bedlam lejos del rey. Bedlam escaparía a las torres del castillo y luchó contra Geo-Fuerza, prometiendo quemar su cadáver.
Aunque Bedlam tuvo la Ventaja en la lucha, sus poderes se fueron poco a poco desvaneciendo, justo cuando sostenía una gran roca sobre su cabeza, lo que provocó su derrota. Geo-Force decidió que no quería enviar a Bedlam a un tribunal y en su lugar lo empujó telequineticamente desde la torre contra el suelo, para que cayera sobre una multitud de Markovianos enojados que lo mataron. Luego, Geo-Fuerza se uniría a los otros héroes que lo ayudaron como Outsiders, un súper equipo con sede en la ciudad estadounidense de Ciudad Gótica.

### Segundo intento de golpe de Estado
El cadáver de Bedlam sería encontrado por la genetista la Doctora Ovarni, también conocido como Madame Ovary, quien lo clonó y le restauró sus recuerdos. Juntos, decidieron buscar las células de Hitler para resucitarlo. Aunque Hitler no recuperaría sus recuerdos, Bedlam intentaría utilizar sus huellas digitales para abrir una puerta secreta en el Castillo Markov para acceder un arma secreta. También buscaron restaurar los recuerdos de Hitler para poder obtener una figura carismática; para poder hacerlo, lo bombardearon con imágenes de la Segunda Guerra Mundial y le dieron a una camarera judía para que él la asesinara cuando llegase el momento.
Preparando un nuevo ataque contra Markovia, Bedlam obtuvo un nuevo apoyo soviético, incluyendo las tropas bajo el coronel Metenko y el observador asignado del Kremlin Bad Samaritan, con quien Bedlam no compartió sus planes para poder revivir a Hitler. También contrató al equipo de supervillanos, los Maestros del Desastre.
Las fuerzas de Bedlam atacaron Markovia, y capturaron a la prometida del Rey Gregor, la Princesa Ilona. Debido al apoyo soviético que tuvo Bedlam, los Estados Unidos Rechazaron participar, puesto que se consideraría un acto de guerra contra la URSS; por esto mismo rechazaron al embajador Markoviano y la Doctora Jace; así como a la periodista Joan Lincoln no pudo cubrir con su estación de noticias por la situación de un país poco conocido, aparte del poco interés de la cadena de noticias. Batman trataría de ocultar la nueva crisis markoviana a Geo-Fuerza para que Los Outsiders lo ayudasen en Gotham pero, cuando este lo descubrió, Los Outsiders decidieron dejar a Batman y se fueron a markovia.
Una vez en Markovia, Los Outsiders fueron derrotados por los Maestros del Desastre, a excepción de Halo, que fue dada por muerta. Bedlam encarcelaría a Los Outsiders, junto con Bad Samaritan, que acababa de descubrir el proyecto secreto de Bedlam.
Bedlam posteriormente lanzaría un ataque completo junto con las fuerzas rusas que derrotaron a las fuerzas de Markovia. El rey Gregor y Joan Lincoln serían capturados y llevados ante Bedlam. Bedlam le dio un puñetazo al Rey y luego usó el clon de Hitler para poder acceder a una cámara secreta que ocultaba una poderosa arma, el Generador de Nubes de Protones. El uso del clon de Hitler era inaceptable para el coronel Metenko, por lo que amenazó a Bedlam. Bedlam desintegró a Metenko con el generador, y luego fingió haberlo enviado a una misión especial.
Los Outsiders lograrían escapar, en ese momento cuando Bedlam se enteró de su escape, ordenó que rápidamente ejecutaran al Rey, a la Princesa, a la periodista y Bad Samaritan antes de que llegaran Los Outsiders. También reprendería a los Maestros del Desastre, que fingieron aceptar aparentemente la culpa, pero luego decidieron abandonar a Bedlam a su suerte. Cuando Los Outsiders descubrieron la planificación de la ejecución, liberaron a varios prisioneros markovianos que se encontraban en un campo vigilado por los rusos y lo atacaron para detener la ejecución. De hecho, Bedlam estaba junto con el pelotón de fusilamiento e insistió en seguirlos incluso durante una batalla. Afortunadamente, Geo-Force emergió del suelo y detuvo las balas. El nuevo Outsider Looker rescató a Ilona, Lincoln y a Bad Samaritan.
Siendo perseguido por Geo-Fuerza, Bedlam corrió hacia el Generador de Nubes de Protones para usarlo contra su contrincante. Geo-Force utilizaría sus propios poderes para aumentar la gravedad de la nube de protones y protegerse el tiempo suficiente como para destruir el arma con un rayo de lava. Los soldados de Bedlam intentaron dispararle a Geo-Force con un arma común, pero Geo-Force era más fuerte y resistente. Geo-Fuerza le dejó con una sola bala la pistola de Bedlam, para que pudiera suicidarse por su propia cuenta e intentó huir. Bedlam, negándose a morir nuevamente, y le disparó a Geo-Fuerza por la espalda, que apenas lo hirió. En represalia, Geo-Fuerza tomó un escudo nazi de la pared, y se lo arrojó a Bedlam y terminó por decapitarlo. Los Outsiders posteriormente descubrieron al clon de Hitler, que se había suicidado cuando éste entendió su verdadera naturaleza. Las notas de Ovary sobre la eugenesia terminaron en las manos de New Wave miembro femenino del equipo los Maestros del Desastre, que los utilizó para clonar a su hermana Windfall.
Como Estados Unidos no actuó en la crisis de Markovia, los estadounidenses acordaron hacer un esfuerzo adicional para normalizar las relaciones con Markovia.

### Otras apariciones posteriores
A pesar de aparentar haber estado muerto, el Barón Bedlam regresaría aparentemente, al que se le vio estar manipulando al candidato del primer ministro de Markov, Wilhem Wittings, para poder volver llegar al poder así como a delegados del consulado y poder arrestar al Rey y la entonces Reina Ilona. Este Bedlam más tarde se revelaría como Psico-Pirata, usurpando la identidad del Barón original.

De alguna manera, Bedlam reaparecía de nuevo con buena salud cuando el supervillano Sonar reclutó a una gran cantidad de supervillanos para luchar contra la Liga de la Justicia Europa en la frontera de Rusia, un país que acababa de incursionar. Estos villanos incluían al Barón Bedlam, que se encontraba junto a Copperhead, Eurocrime, los Guardianes Globales, la Injustice League y la Banda de la Escalera Real. Sin embargo, durante el combate, Bedlam claramente vio que los héroes estaban sacando ventaja, particularmente cuando uno de los equipos de criminales cambió de bando. Luego, Bedlam le pidió al Major Disaster de la Liga de la Injusticia que creara un terremoto para que pudieran retirarse a Moscú y reagruparse.
La Liga finalmente llegarían a Moscú, donde lucharon nuevamente contra los villanos. Cuando el miembro de la Liga The Flash derrotó a Sonar, los secuaces que no escaparon se rindieron.

## Otras versiones
El nombre del Baron Bedlam ha sido recientemente adoptado por otro supervillano de DC, el anteriormente conocido como el Doctor Bedlam cuando este temporalmente fue un artista del escapismo. Asimismo fue el nombre de otro personaje que apareció en la miniserie Siete Soldados: Mister Miracle.

## Poderes y Habilidades
- Es un tenaz combatiente cuerpo a cuerpo, Estratega táctico al nivel superior en el arte de la guerra.
- Temporalmente obtuvo poderes que posee Geo-Fuerza, como la manipulación de la Gravedad, el control de la densidad de la masa, Fuerza superhumana, Resistencia superhumana, vuelo, Geoquinesis, Piroquinesis, y Proyección de energía.